# 安德·普賽普
安德·普賽普（俄语：Эндель Карлович Пусэп，1909年5月1日—1996年6月18日）是一位出生于苏联爱沙尼亚共和国的第二次世界大战飞行员。他曾成功完成超过30次的对纳粹德国的夜间长距离轰炸任务。因为出色完成一个谈判西线作战的高级别苏联代表团飞越前线，往返莫斯科与华盛顿特区间的飞行任务，荣获苏联英雄。 

## 早年生活

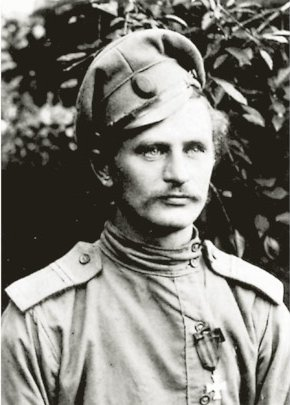
安德的父亲卡尔，曾获圣乔治十字勋章.

安德·普賽普出生于西伯利亚叶尼塞省一个爱沙尼亚籍农民家庭里。由于俄罗斯政府承诺提供他们力所能耕的大片土地，他的双亲受到举家迁至这里。有上千爱沙尼亚和拉脱维亚人来到西伯利亚并建立农场（khutor），在那里他们传承语言和文化。  从童年开始，普赛普就梦想成为一名飞行员。但是他的父母却为他规划了一条不同的人生道路：当教师或者农艺家。在念完七年级后，普赛普前往列宁格勒的爱沙尼亚-芬兰师范学院进修。

## 飞行生涯
在师范学院完成了一年学业后，普赛普转学到飞行员培训学校，最初在沃利斯克训练，后来又转到奥伦堡。毕业后，他作为飞行教官留在了奥伦堡。后来他又转到了一个新建立的特别盲飞（指由于视野受限而只能使用仪器协助飞行）中队。

### 二战经历

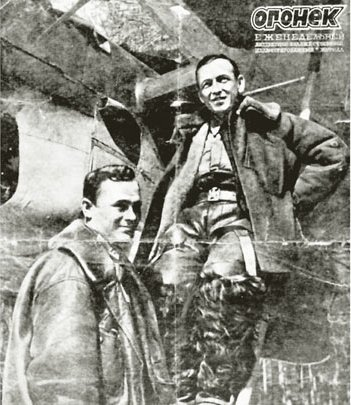
普赛普(左)在《火苗》（Ogonyok）杂志的封面照

1941年8月8日，在米哈伊尔·沃多普亚诺夫的指挥下，普赛普参加了他生平第一次轰炸任务。在成功投弹袭击柏林返航途中，飞机被防空炮击中严重受损，结果只能在当时受纳粹德国控制的爱沙尼亚紧急迫降。在逃出飞机后，机组成员遇到了一个牧童。普赛普利用自己的母语和牧童交流，得知了纳粹军队的位置，从而成功避开追捕者，逃到了苏联控制地区。截至1942年4月，普赛普共完成30次对柏林、但泽和柯尼斯堡的长距离夜间轰炸任务。

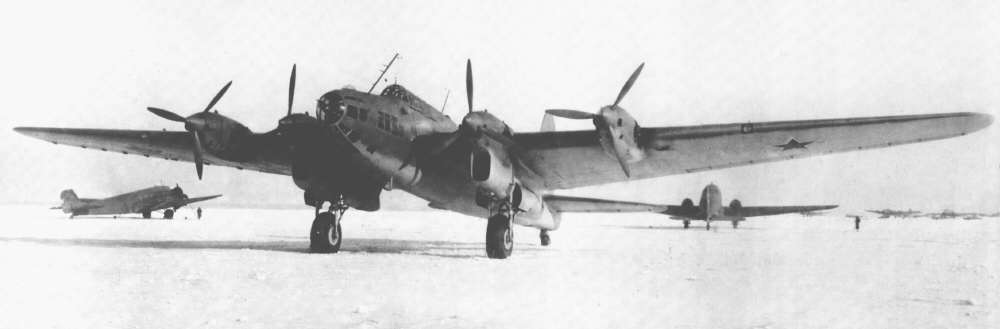
苏联重型轰炸机Petlyakov Pe-8.

## 晚年生活
战后，普赛普决定迁往塔林，并成为爱沙尼亚苏维埃社会主义共和国交通运输署的长官。1951年，他被任命为共和国最高苏维埃的副主席，之后又担任社会事务部部长。
安德·普賽普于1996年6月18日去世。他被葬于塔林的Metsakalmistu公墓。